# Серра-Бранка
Серра-Бранка (порт. Serra Branca) — муниципалитет в Бразилии, входит в штат Параиба. Составная часть мезорегиона Борборема. Входит в экономико-статистический  микрорегион Карири-Осидентал. Население составляет 12 054 человека на 2006 год. Занимает площадь 737,743 км². Плотность населения — 16,3 чел./км².

## История
Город основан 27 апреля 1960 года. 

## Статистика
- Валовой внутренний продукт на 2003 год составляет 22 907 426,00 реалов (данные: Бразильский институт географии и статистики).
- Валовой внутренний продукт на душу населения на 2003 год составляет 1872,59 реалов (данные: Бразильский институт географии и статистики).
- Индекс развития человеческого потенциала на 2000 год составляет 0,662 (данные: Программа развития ООН).